# Kaiser-Friedrich-Denkmal (Kronberg im Taunus)

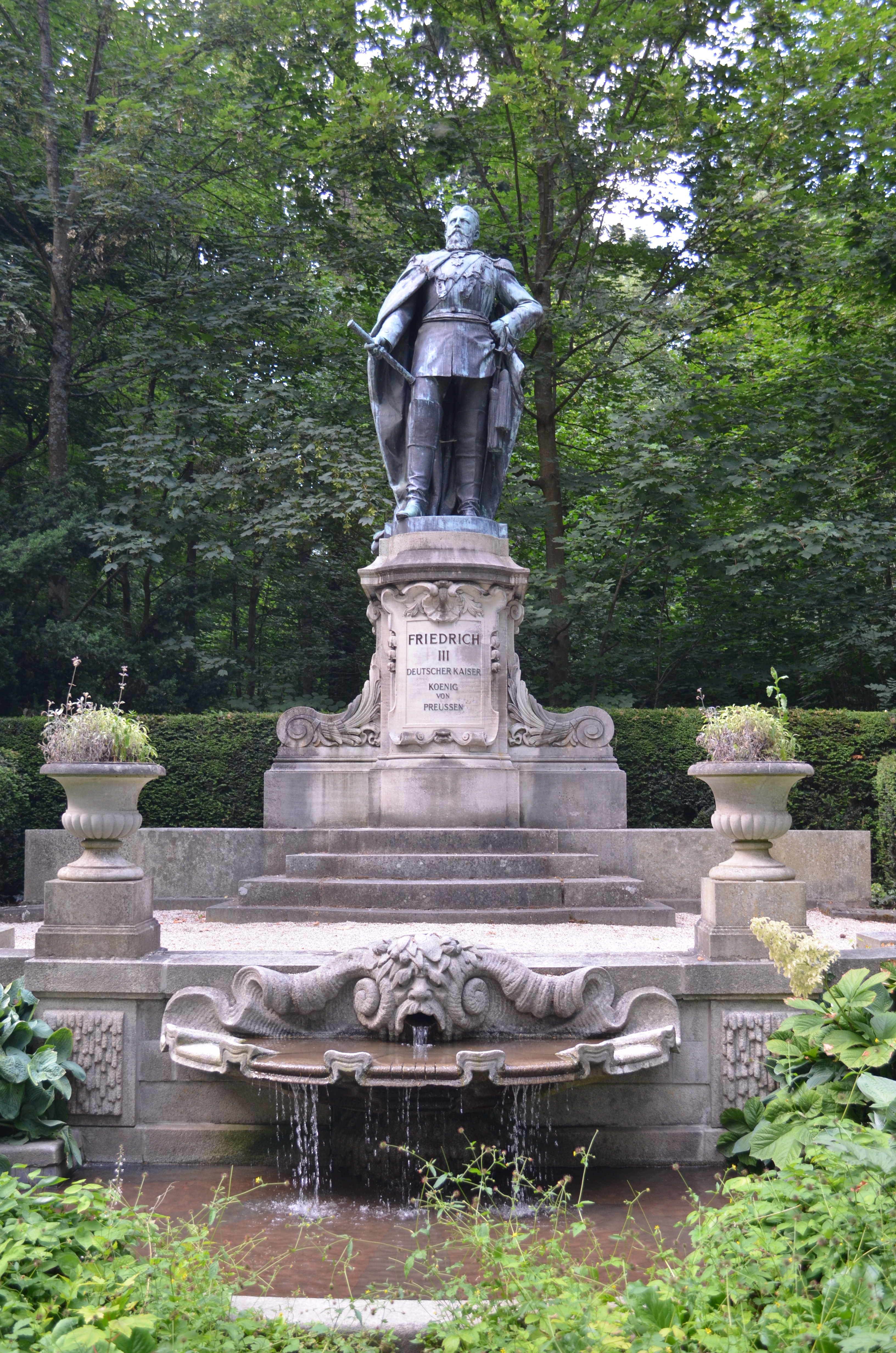
Kaiser-Friedrich-Denkmal

Das Kaiser-Friedrich-Denkmal in Kronberg im Taunus erinnert an Kaiser  Friedrich III.

## Geschichte
Victoria von Großbritannien und Irland (1840–1901) nahm nach dem Tod ihres Mannes, des Kaisers Friedrich III. den Namen Kaiserin Friedrich an und lebte in ihrem Witwensitz, dem Schloss Friedrichshof in Kronberg.
Zu ihrem Gedenken wurde ab 1900 der Victoriapark nach Plänen von Heinrich Siesmayer angelegt, dessen Kernstück das Kaiser-Friedrich-Denkmal war. Es handelt sich um einen von Gladenbeck, Berlin-Friedrichshagen vorgenommenen Abguss des 1897 in Wiesbaden aufgestellten Denkmals von Joseph Uphues und zeigt Kaiser Friedrich III. in Überlebensgröße. Dem Denkmal vorgelagert ist ein vom Westerbach gespeistes Brunnenbecken, das mit Grottenmotiven geschmückt ist. Die Figur wurde überwiegend aus Spenden finanziert.
Das Denkmal wurde am 20. August 1902 in Anwesenheit von Kaiser Wilhelm II. feierlich enthüllt. Bei der Zeremonie waren über 1000 Gäste anwesend, ein Chor von 600 Sängern trug die „Kaiser-Friedrich-Hymne“ vor.
Gemäß Übergabevertrag vom November 1902 ging das Eigentum am Denkmal auf die Stadt über, die im Gegenzug die Kosten der Pflege des Denkmals übernahm und für dessen „würdige Erhaltung für alle Zeit Sorge zu tragen, soweit es in ihren Kräften steht“.

## Der Abbruchversuch 1947
Am 19. Dezember 1946 stellte die SPD-Fraktion in der Stadtverordnetenversammlung den Antrag, das Denkmal abzureißen und einzuschmelzen. Am 3. April 1947 folgte die Mehrheit der Stadtverordnetenversammlung gegen die Stimmen der CDU diesem Antrag. Bürgermeister Adam Zubrod (SPD) setzte diesen Beschluss aber zunächst nicht um und begründet dies im Juni in der Stadtverordnetenversammlung mit einem Arbeitermangel und dem fehlenden Beschluss, wofür die Bronze genutzt werden solle. Daraufhin beschloss der Magistrat auf Antrag der SPD mit 7 zu 5 Stimmen, das Metal zur Herstellung von Kochtöpfen und anderem Hausrat für die in Kronberg lebenden Vertriebenen zu nutzen. Die Sprengung war für den 11. September vorgesehen.
Gegen den Abriss des Denkmals richtete sich eine Unterschriftensammlung, die dem Bürgermeister vorgelegt wurde. Zumbrod erklärte, er habe nichts gegen den Bestand des Denkmals, sei aber an den Beschluss des Magistrats gebunden. Gleichzeitig richteten Mitglieder des Tennisclubs, dessen Plätze nahe dem Denkmal gelegen waren, am 11. September eine „Denkmalswache“ ein, um den Abriss zu verhindern.
In der Stadtverordnetensitzung vom 15. September kam es zu einer emotionalen Diskussion. Nun erklärte Zumbrod, die Sprengung sei nicht möglich gewesen. Zur Sprengung sollte ein Loch in den Sockel gebohrt werden. Der hierzu notwendige Kompressor sei zwar geliefert worden, dessen Schlüssel sei dann aber nicht mehr auffindbar gewesen. In einer erneuten Abstimmung ergab sich nun eine Mehrheit von 7 zu 5 für den Erhalt des Denkmals, es blieb daher erhalten.
Das Denkmal steht heute als Einzeldenkmal unter Denkmalschutz.

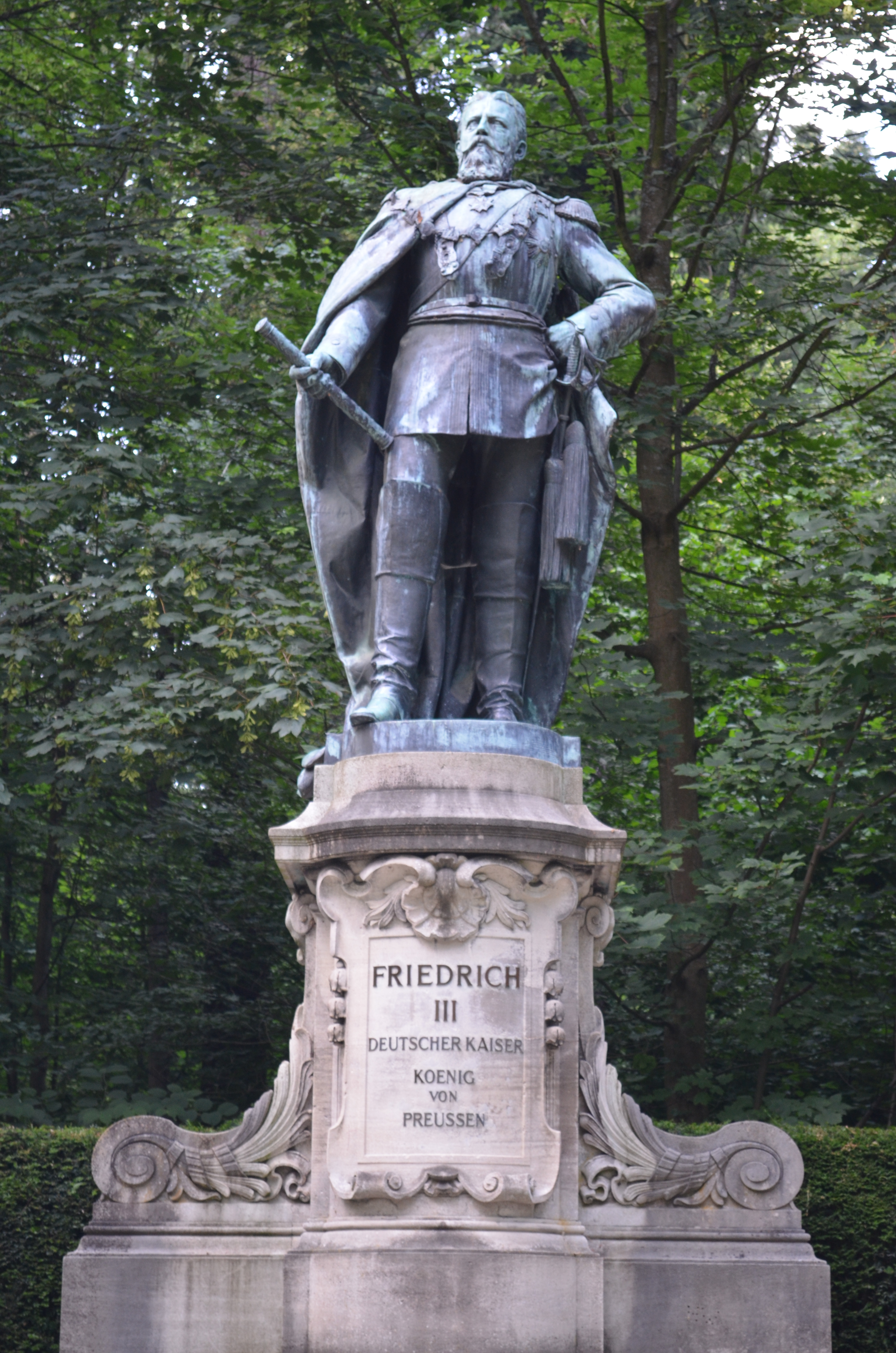
Kaiser-Friedrich-Denkmal Kronberg
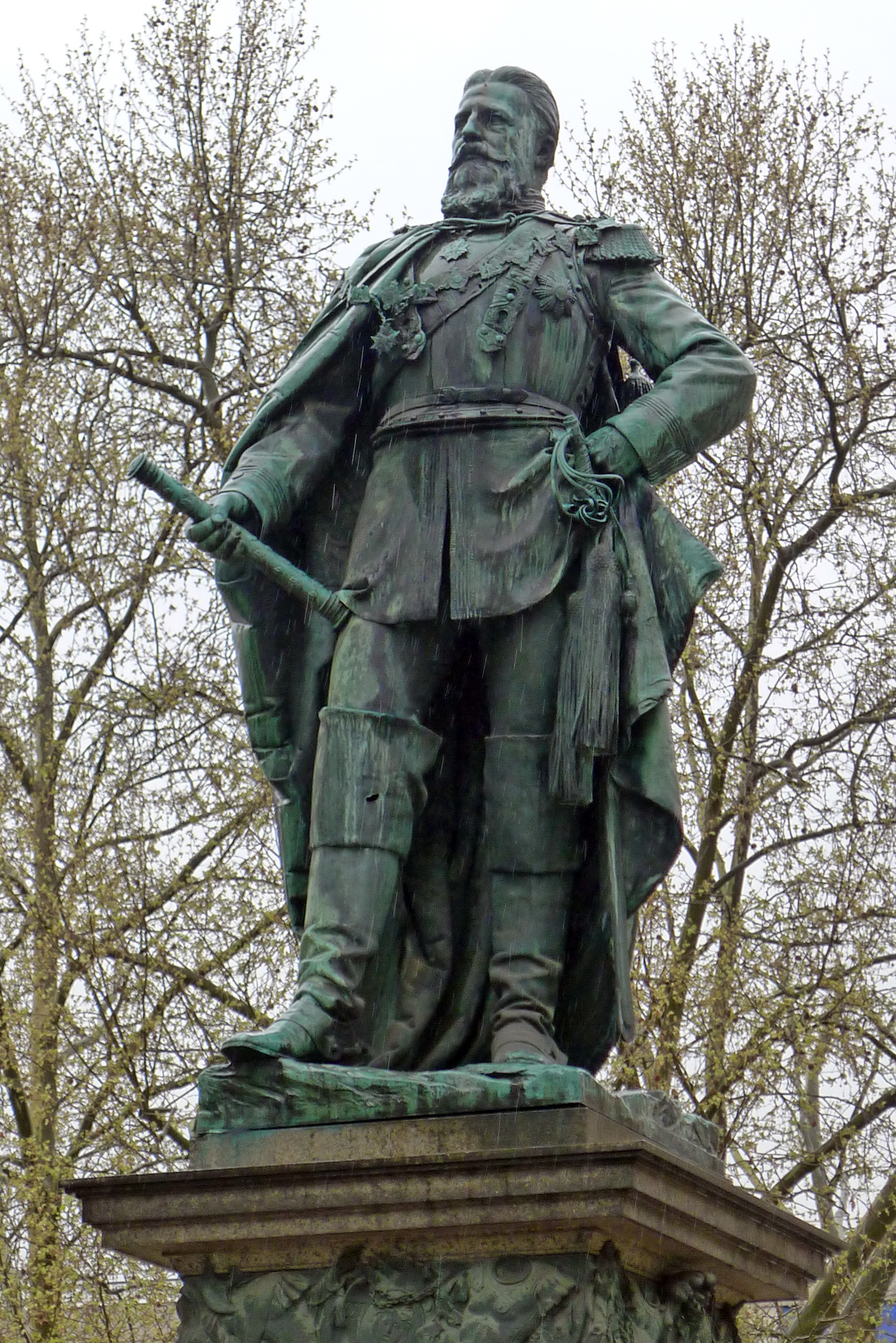
Kaiser-Friedrich-Statue Wiesbaden